# 곰소항
곰소항은 대한민국 전북특별자치도 부안군 진서면 진서리에 있는 어항이다. 지방어항으로 지정하여 관리하고 있다. 시설관리자는 부안군수이다.

## 어항 구역
본 항의 어항 구역은 다음과 같다.
- 수역
  - 물량장부지(부안군 진서면 진서리 1213-21) 및 방파제부지(동 1213-25번지)의 지적선중 해상과 경계를 형성하는 지적선으로부터 해상으로 일직선을 그어 50m 이내의 공유수면
- 육역
  - 부안군 진서면 진서리 1213-25번지(제방, 816m2)

## 관광
- 하루에 130여척의 어선들이 드나들 정도로 활성화된 어항이다. 곰소항 주변으로 대규모 곰소염전이 있고, 대한민국 최대의 젓갈시장인 곰소 젓갈시장과 수산시장, 건어물시장이 있어 많은 관광객이 찾는다.[2]